# Ryszard Fijałkowski
Ryszard Fijałkowski (ur. 3 kwietnia 1934 w Warszawie) – polski dyplomata i działacz sportowy.

## Życiorys
Ukończył Szkołę Główną Służby Zagranicznej na Wydziale Dyplomatyczno-Konsularnym i Szkołę Główną Handlową w Warszawie.
W latach 1959–1993 pracował w służbie zagranicznej. W tym czasie pełnił m.in. obowiązki szefa polskich delegacji do Międzynarodowej Komisji Kontroli i Nadzoru w Indochinach 1969–1970 w Laosie (w randze Ministra Pełnomocnego) i Sajgonie (1974–1975 w randze Ambasadora), był ambasadorem w Indiach akredytowanym w Sri Lance, Bangladeszu i Nepalu (w latach 1980–1985) oraz ambasadorem we Francji (w latach 1989–1991). W centrali MSZ kierował m.in. Departamentem Azji i Australii oraz pełnił funkcję Dyrektora Generalnego MSZ w latach 1991–1993.
Po opuszczeniu służby zagranicznej w 1993 zajmował się m.in. funduszem unijnym PHARE w turystyce oraz doradztwem ekonomicznym. W latach 1991–1996 był prezesem Polskiego Związku Tenisowego, członkiem zarządu PKOL i międzynarodowych władz tenisowych oraz twórcą i dyrektorem pierwszych w Polsce zawodowych turniejów tenisowych z cyklu WTA Tour w Warszawie i ATP Tour w Sopocie (1995–2007). Był też prezesem i udziałowcem Spółek z o.o.: Warsaw Cup by Heros, J&S Sports i Intertournament oraz członkiem rad nadzorczych w spółkach OCE Poland i Polskie Sieci Nadawcze. W latach 2001–2013 pełnił funkcję prezesa Klubu Sportowego Warszawianka oraz Kanclerza Wyższej Szkoły Trenerów Sportu (2009–2015). Od 2009 sprawuje funkcję Przewodniczącego Klubu Ambasadora zrzeszającego byłych ambasadorów RP i współpracującego z Akademią Finansów i Biznesu VISTULA w Warszawie.
Mąż polskiej śpiewaczki operowej Agnieszki Kossakowskiej-Fijałkowskiej.

## Działalność agenturalna
Według materiałów zgromadzonych w archiwum Instytutu Pamięci Narodowej był w latach 1961–1974 tajnym współpracownikiem Służby Bezpieczeństwa PRL o pseudonimie „Florek”.

## Ordery i odznaczenia
- Krzyż Komandorski Orderu Odrodzenia Polski
- Krzyż Oficerski Orderu Odrodzenia Polski
- Kawaler Orderu Legii Honorowej (Francja)